# Bethany Shriever
Bethany Shriever (conocida como Beth Shriever; Londres, 19 de abril de 1999) es una deportista británica que compite en ciclismo en la modalidad de BMX.
Participó en dos Juegos Olímpicos de Verano, obteniendo una medalla de oro en Tokio 2020, en la carrera femenina, y el octavo lugar en París 2024, en la misma prueba.
Ganó tres medallas de oro en el Campeonato Mundial de Ciclismo BMX entre los años 2021 y 2025, y tres medallas en el Campeonato Europeo de Ciclismo BMX entre los años 2016 y 2025.
En 2022 fue nombrada miembro de la Orden del Imperio Británico (MBE). Ese mismo año recibió el Premio Laureus al «Mejor deportista de acción del año».

## Palmarés internacional
| Juegos Olímpicos   | Juegos Olímpicos        | Juegos Olímpicos | Juegos Olímpicos |
| Año                | Lugar                   | Medalla          | Competición      |
| ------------------ | ----------------------- | ---------------- | ---------------- |
| 2020               | Tokio (Japón)           | Medalla de oro   | Carrera          |
| Campeonato Mundial |                         |                  |                  |
| Año                | Lugar                   | Medalla          | Competición      |
| 2021               | Papendal (Países Bajos) | Medalla de oro   | Carrera          |
| 2023               | Glasgow (Reino Unido)   | Medalla de oro   | Carrera          |
| 2025               | Copenhague (Dinamarca)  | Medalla de oro   | Carrera          |
| Campeonato Europeo |                         |                  |                  |
| Año                | Lugar                   | Medalla          | Competición      |
| 2016               | Verona (Italia)         | Medalla de plata | Contrarreloj     |
| 2022               | Dessel (Bélgica)        | Medalla de oro   | Carrera          |
| 2025               | Valmiera (Letonia)      | Medalla de oro   | Carrera          |